# 福田主義
福田主義，是指1977年8月日本內閣總理大臣福田赳夫出訪東南亞時在馬尼拉提出的對東南亞外交三原則。
分別是：
1. 不做軍事大國，要為東南亞以致世界的和平和繁榮作貢獻；
2. 構筑心連心的信賴關係；
3. 以對等的立場，積極支援配合加強亞細安各國的團結和堅韌性，並致力推動和印支各國的相互理解，促進東南亞全域的和平和繁榮。

## 背景
1970年代，國際格局發生很大轉變，東南亞的南越、柬埔寨、老撾等非共產政權紛紛崩潰，中南半島的這三國都成立了共產政權，並且威脅到其它東南亞鄰國的安全，尤其是泰國、馬來西亞。而東南亞諸國國內的非體制、非政府勢力也因為共產黨在印支的勝利而備受鼓舞；蘇聯也趁美國撤出印支之際及時填補了東南亞的勢力真空，東南亞各國都害怕現有的體制會被推翻。
與此同時，東南亞五國（新加坡、馬來西亞、菲律賓、泰國、印度尼西亞）在1960年代已經成立了東南亞國家協會（ASEAN），加強區域合作聯係，東南亞的經濟開始發展。而日本和東南亞的關係也越來越密切，東南亞成為日本其中一個重要的出口市場。而日本和東南亞在應對共產主義的威脅問題上亦必須攜手合作。日本的ODA（政府開發援助）有近一半是撥給東協五國的。
不過隨著日本對東南亞的出口劇增，東南亞各國的本土產業變得步伐艱難；日本在東南亞投資過猛、觀光客的大量涌入，也遭到東南亞民眾的抵觸，引發了雙方的貿易摩擦。1974年田中角榮首相訪問東南亞時就遇到前所未有的反日暴動，視為民眾圍堵日本大使館、日本企業，焚燒日本車以示不滿。而隨著日本的國力迅速提高，東南亞各國也有擔心日本重走軍事大國的道路。

## 過程
1977年8月，福田赳夫出訪東南亞，在馬尼拉出席東協擴大首腦會議，發表了《我國的東南亞政策》的演說，提出了以上三條對東南亞外交的原則。同時他會見東協五國領袖時，提出日本拿出100億日圓建立「文化交流基金」，並且同意東協提出的「共同工業化合作項目」（預訂合作金額1,000億日圓），還嚴肅承諾日本不會成為軍事大國，指出國家的安全，不是依靠軍事力量的強大，民生安定才是根本支柱。他還提出印支三國的民族主義情緒很強，應該同情和尊重他們，不要把他們逼到蘇聯或中國的懷抱。

## 影響
福田主義是日本戰後首次具體闡明了對東南亞的外交政策，以後的日本政策對東南亞的政策基本維持福田主義的原則。日本提出在「對等」的基礎上與亞細安建立「心連心」的信賴關係，全面促進交流，這個表態在東南亞獲得廣泛的好評，大為改善了日本原來在東南亞民眾心中僅僅是經濟合作關係的形象。「不做軍事大國」雖然不是首次對提出，卻是戰後日本首相最為清晰和詳細表明日本的這項和平主義原則，這個表態使亞洲各國對日本可能的軍事威脅的擔心大為降低。自此日本的東南亞各國的關係得到深化，推動了雙方的經濟發展和互助，日本在東南亞事務的影響力也因此大大提高。